# Серђо Бонели
Серђо Бонели (ital. Sergio Bonelli; Милано, 2. децембар 1932 - Монца, 26. септембар 2011) био је италијански аутор и издавач стрипова.
Рођен је у Милану у породици Ђана Луиђија Бонелија (Gian Luigi Bonelli), творца Текса Вилера и бројних других италијанских стрип-јунака. Како би се дистанцирао од славног оца, често је своје радове потписивао псеудонимом Гвидо Нолита (Guido Nolitta). Први посао у стрип-издаваштву добио је 1957. када је са шпанског превео серијал Verdugo Ranch, да би затим написао и сценарио за завршну епизоду серијала коју је нацртао Франко Бињоти (Franco Bignotti). Крајем 1950-их и почетком 1960-их Бонели је написао сценарије за неколико епизода Малог Ренџера.
Године 1960. написао је сценарио за стрип Il Giudice Bean, мини-серију од шест епизода коју је илустровао Серђо Тарквинио (Sergio Tarquinio). Исте године упознао је цртача Галијена Ферија (Gallieno Ferri), с којим је створио 1961. створио лик Загора. Бонели је до 1980. био сценариста скоро свих епизода стрипа о Загору (до броја 182). Године 1975. створио је серијал Мистер Но.
Године 1977. написао је сценарио стрип албума L'Uomo del Texas, који је илустровао Аурелио Галепини (Aurelio Galleppini). Такође је написао сценарије за велик број епизода Текса Вилера, почевши од краја 1970-их са бројем 183. Године 1990. створио је мини-серију River Bill коју је илустровао Франческо Гамба (Francesco Gamba).
Био је председник издавачке куће Sergio Bonelli Editore - највећег италијанског стрип издавача.
Серђо Бонели је умро у Монци, 26. септембра 2011, после кратке болести.